# Litteratursøgning
Litteratursøgning er en form for informationssøgning, der omfatter søgning efter dokumenter (litteratur) om et bestemt emne. Hovedredskaberne til at udføre en litteratursøgning er dels forskellige former for bibliografier eller bibliotekskataloger, dels er det de litteraturhenvisninger, man støder på i bøger og artikler om emnet (såkaldt kædesøgning).
Bibliografier bliver i stigende grad gjort tilgængelige via internettet, men en stor del kræver en form for abonnement. Og der er stadig en hel del bibliografier, som kun eksisterer i trykt form.
Et andet redskab kan være forskningsoversigter eller en kommenteret bibliografi. Sådanne rummer en kommenteret oversigt over forskningen og/eller litteraturen indenfor et givet emne og vil således ofte være en stor hjælp til at finde frem til væsentlige værker og sætte disse ind i en sammenhæng. Et eksempel er Bibliografi for plantekendskab.
De fleste folkebiblioteker og forskningsbiblioteker har en eller flere bibliotekarer ansat, som kan hjælpe med litteratursøgning. Den mest specialiserede vejledning fås i forskningsbibliotekerne.

## Litteratursøgning i forskning og undervisning
Litteratursøgning kan man have behov for i mange situationer, men det er især forskning og selvstændige opgaver i forbindelse med undervisning, der for alvor stiller krav til kvaliteten af litteratursøgninger.
Karakteren af litteratursøgning kan være forskellig fra fag til fag og også variere med typen af forskningsspørgsmål. Medicinsk forskning stiller som regel store krav til udtømmende litteratursøgninger efter meget eksplicitte kriterier, fordi fx publicerede forskningsresultater om behandlingers mulige bivirkninger ikke må overses.
Kvalificerede forskningsspørgsmål kan kun sjældent stilles uden et godt forhåndskendskab til litteraturen på området. Der er således en vis cirkularitet mellem det, man vil undersøge, og den måde, man søger litteratur på. I løbet af litteratursøgningsprocessen lærer man ofte noget, der gør det nødvendigt at modificere forskningsspørgsmålet og derefter litteratursøgningen.